# Alcázar del Rey
Alcázar del Rey é um município da Espanha, na província de Cuenca, comunidade autônoma de Castela-Mancha. Tem 46,5 km² de área e em 2021 tinha 128 habitantes (densidade: 2,8 hab./km²). Limita com os municípios de Vellisca, Campos del Paraíso, Rozalén del Monte, Uclés e Huelves.